# 泰勒鎮區 (密蘇里州謝爾比縣)
泰勒鎮區（英語：Taylor Township）是位於美國密蘇里州謝爾比縣的一個行政鎮區。

## 地方資料
泰勒鎮區的面積為137.73平方千米，當中陸地面積為137.48平方千米，而水域面積為0.25平方千米。根據2020年美國人口普查的數據，當地共有人口232人，而人口密度為每平方千米1.68人。